# FleishmanHillard
FleishmanHillard je mezinárodní komunikační a PR agentura.[zdroj⁠?!]

## Historie
Agentura byla založena v roce 1946 v americkém městě St. Louis Alfredem Fleishmanem a Robertem Hillardem. V roce 1974 se prezidentem společnosti stal John Graham, pod jehož vedením se FleishmanHillard rozrostla z původních dvou kanceláří na současných 83 po celém světě. Od roku 1998 je firma součástí Omnicom Group, vedoucí světové komunikační skupiny působící v oblasti marketingu a korporátní komunikace. 
V České republice FleishmanHillard působí od roku 1998. Společnost zde existovala nejprve jako pobočka evropské agentury Herald Communications. Po akvizici se společností FleishmanHillard v roce 2001 došlo k postupné integraci do celosvětových struktur komunikační agentury a proces byl završen přejmenováním české pobočky na FleishmanHillard v roce 2004. V roce 2013 oslavila společnost 15 let na českém trhu. V současnosti je FleishmanHillard jedna z vedoucích světových firem v oblasti public relations, public affairs a integrované komunikace.  